# Reakcja Appela
Reakcja Appela – reakcja w chemii organicznej, w której alkohol reaguje z czterochlorkiem węgla w obecności trifenylofosfiny, tworząc odpowiedni chlorek alkilowy. Użycie czterobromku węgla, bromu lub bromku litu jako źródła jonów bromkowych pozwala otrzymać odpowiedni bromek alkilowy, podobnie reakcja z jodkiem metylu lub jodem daje jodek alkilowy. Reakcja ta została nazwana od nazwiska Rolfa Appela (1921–2012), jednak została ona opisana wcześniej.
Wadą tej reakcji jest stosowanie toksycznych czynników halogenujących, jak również powstawanie związków fosforoorganicznych jako produktów ubocznych, które muszą zostać oddzielone od produktu. Reagent fosforowy może jednak być stosowany w ilościach katalitycznych, jeśli reakcję prowadzi się w obecności stechiometrycznej ilości chlorku oksalilu, który reaguje z powstającym tlenkiem trifenylofosfiny odtwarzając sól fosfoniową [PPh
3Cl]+
2:

## Mechanizm reakcji
W pierwszym etapie reakcji Appela fosfina (1) tworzy z czterochlorkiem węgla sól fosfoniową (2). Deprotonowanie alkoholu przez anion CCl−
3 z wytworzeniem chloroformu (3), daje alkoksylan (4). Nukleofilowe podstawienie chlorku przez alkoksylan daje produkt pośredni (5). Z alkoholami pierwszo- i drugorzędowymi chlorki reagują zgodnie z mechanizmem substytucji nukleofilowej SN2 tworząc chlorek alkilowy (6) oraz tlenek trifenylofosfiny (7). Alkohole trzeciorzędowe tworząc produkty (6) i (7) reagują z anionem halogenkowym zgodnie z mechanizmem SN1.
Siłą napędową tej i podobnych reakcji jest powstawanie tlenku trifenylofosfiny. Reakcja ta jest nieco podobna do reakcji Mitsunobu, w której fosfina jest akceptorem tlenu, związek diazowy akceptorem wodoru, a nukleofile są stosowane do przemiany alkoholi np. w estry.